# Lochmaben
Lochmaben (in gaelico scozzese: Loch Mhabain) è una cittadina (e un tempo burgh) di circa 2.000 abitanti della Scozia sud-occidentale, facente parte dell'area amministrativa del Dumfries e Galloway.

## Geografia fisica

### Collocazione
Lochmaben si trova nella parte sud-orientale del Dumfries e Galloway , a pochi chilometri a nord della costa che si affaccia sul Solway Firth e tra le località di Dumfries e Lockerbie (rispettivamente a nord-est della prima e ad ovest della seconda).

## Etimologia
Come indica il nome, è situata in una zona di laghi (gaelico scozzese: "loch").
Un'origine alternativa potrebbe risalire a "Locus Maponi" composta da "locus" (latino: "locus", it.: "luogo, località") e Maponos, il nome di una divinità celtica col significato di "Grande (o divino) figlio (o giovane)".

## Società

### Evoluzione demografica
Al censimento del 2011, Lochmaben contava una popolazione pari a 1.942 abitanti.
La località ha conosciuto un decremento demografico rispetto al 2001, quando contava 1.952 abitanti e soprattutto rispetto al 1991 quando ne contava 2.024.

## Storia
Le origini di Lochmaben risalgono probabilmente agli anni sessanta del XII secolo, quando fu costruito il primo castello cittadino dalla famiglia Bruce.
A Lochmaben fu concesso lo status di burgh nel 1447.
Nel 1827, la località fu descritta come il burgh più povero della Scozia meridionale.

## Edifici e luoghi d'interesse

### Castello di Lochmaben
Tra gli edifici d'interesse di Lochmaben, figura il castello, eretto nel XIV secolo da Edoardo I d'Inghilterra.
Si tratta del secondo castello cittadino, dopo quello già citato eretto dalla famiglia Bruce intorno al 1160 e in seguito demolito.
|  |